# Stola (azienda)
La Stola è stata un’azienda metallurgica e metalmeccanica italiana fondata a Torino nel 1919.
Nata con l’obiettivo di realizzare stampi e prototipi di stile per le più famose case automobilistiche mondiali, in seguito ha realizzato anche esemplari di automobili esclusive a numerazione limitata.
Dopo essere stata acquistata dal gruppo RGZ nel 2004, contava più di 3.500 dipendenti nel 2006.
Nel 2014 è stata inglobata nella nuova società torinese Blutec, del gruppo Metec.

## Storia

### Le origini
L’azienda fu fondata a Torino da Alfredo Stola, figlio di commercianti di vino di Madonna del Pilone, un quartiere storico affacciato sul Po ai piedi della collina. 

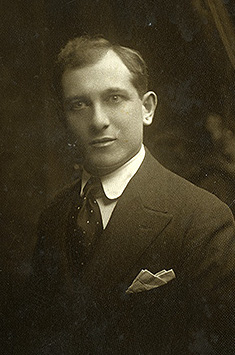
Alfredo Stola nel 1919

Il giovane Alfredo non dimostrò interesse per la pur fiorente attività familiare dell'Emporio Vini Stola gestita dai genitori e nel 1912, dopo aver completato gli studi tecnici, decise di partire per il Brasile in cerca di fortuna. Giunto a Santos, la città portuale vicino a San Paolo, il diciottenne Alfredo trovò impiego in una fonderia di motori marini come apprendista operaio modellatore. 
Qui egli si distinse presto per l’ottima capacità nel modellare stampi di legno seguendo i disegni tecnici e vi lavorò fino alla chiamata alle armi.

### La prima officina di corso Racconigi
Tornato in Italia per svolgere il servizio militare e partecipare al primo conflitto mondiale nella fanteria, Alfredo decise di rimanere a Torino e mettere a frutto l’esperienza acquisita in Brasile. Nel 1919 aprì una prima officina di trecento metri quadri per la lavorazione di stampi per parti metalliche di carrozzerie in corso Racconigi 138, a poca distanza dallo stabilimento torinese della Lancia. L’attività prese il nome di Alfredo Stola modelli dimostrativi in legno per fonderia e carrozzeria e partì senza intoppi, assumendo in poco tempo cinque operai.

L’innovativo telaio a membratura portante della Lancia Lambda ideato da Vincenzo Lancia

Le apprezzabili capacità produttive dell’officina di Alfredo Stola furono presto notate da Vincenzo Lancia, instaurando in breve tempo una proficua collaborazione. Egli dimostrò interesse per i lamierati prototipali assemblati su modelli dimostrativi in legno e, con l’apporto produttivo dell’officina Stola, Vincenzo Lancia riuscì a industrializzare l’innovativo brevetto di membratura portante in lamiera imbutita da lui ideato nel 1918, che trovò applicazione nel 1923 sul modello Lambda. Proprio in questa prima officina vennero realizzati i modelli di fonderia per alcune parti del motore, nonché i modelli dimostrativi per la carrozzeria e per gli interni della Lambda, inaugurando un sistema destinato a rivoluzionare la tecnica costruttiva automobilistica.

### Lo stabilimento di via Issiglio
Con il trascorrere del tempo, fra Alfredo Stola e Vincenzo Lancia si consolidò un reciproco rapporto di stima personale e nel 1921 la Lancia aprì il suo primo stabilimento di produzione in serie in via Monginevro. Nello stesso anno Alfredo Stola si sposò e maturò presto l’idea di ampliare anch’egli la propria attività. Dal 1930 seguiranno altri lavori per i modelli Dilambda, Augusta, mentre l’Artena del 1933 fu l’ultimo progetto Lancia consegnato dalla sede Stola di corso Racconigi 138.
Nel 1934 Alfredo Stola aprì una nuova sede in via Issiglio 38, confinante con il nuovo stabilimento Lancia nel cuore di Borgo San Paolo. Questo nuovo edificio, fatto costruire sotto la direzione di Alfredo Stola stesso, contava ottocento metri quadri d’ampiezza e nuovi macchinari per la produzione. La forza lavoro crebbe a venti operai e in questa nuova sede la Stola proseguì la propria fiorente attività lavorando a stretto contatto con la vicina Lancia, tanto che nel muro di cinta dello stabilimento di via Issiglio, Vincenzo Lancia in persona fece presto aprire un portone carraio per agevolare il trasporto dei prototipi Stola, spinti a mano con un carretto sino allo stabilimento Lancia.
Furono anni molto proficui per l’industria automobilistica italiana e la produzione della Stola di quegli anni si concentrò prevalentemente sui successivi modelli Lancia, realizzando i prototipi in legno della Aprilia e della Ardea. Seguendo il desiderio di Vincenzo Lancia, la Stola si impegnò anche a realizzare prototipi marcianti realizzati in legno e lamiera ma vuoti al loro interno per verificare più concretamente la loro abitabilità e l’ergonomia. Tuttavia la competenza tecnica della Stola divenne presto un riferimento anche per le altre case automobilistiche torinesi come la Cisitalia, la Diatto, la Farina, la Fiat e la SPA, pur continuando la sempre più consolidata collaborazione con la vicina Lancia.

### Il periodo bellico e la rinascita nel secondo dopoguerra
Il periodo bellico tra il 1940 e il 1945, pur rappresentando un momento di crisi produttiva, venne compensato con commesse militari dedicate agli allestimenti speciali di autocarri Lancia e Fiat per il Regio Esercito. Esemplari funzionanti per le presentazioni agli alti comandi, dettagliati modellini in scala, cassoni speciali, cabine allungate e speciali cerchi ruota per il deserto, furono le quasi uniche produzioni di quel tempo.
Con la ripresa economica degli anni Cinquanta del Novecento, il reparto modelleria della Stola contava su una forza lavoro di venticinque addetti, che crebbero di numero con l’arrivo del nuovo cliente Alfa Romeo. I tre figli Giuseppe, Francesco e Roberto, nati rispettivamente nel 1922, nel 1929 e nel 1936 dal matrimonio con Margherita Converso, vennero inseriti gradualmente in azienda e, acquisita l’esperienza necessaria, dimostrarono le proprie capacità guadagnandosi il rispetto dei clienti e delle maestranze.
A poche centinaia di metri dallo stabilimento Stola, nel 1954 venne costruito il grattacielo Lancia, progettato dall’architetto Nino Rosani. L’avveniristico edificio voluto da Gianni Lancia, alto settanta metri e trasversale alla via, con un passaggio al di sotto di esso, spinse l’ormai anziano Alfredo Stola a rinnovare e ampliare i propri locali di via Issiglio 38. Egli disegnò personalmente anche il nuovo logo della Stola, inserendo il proprio nome in un rombo con una particolare grafica tridimensionale. Contemporaneamente, la famiglia Stola decise di far costruire un edificio di sei piani adiacente al proprio stabilimento di via Issiglio 38 composto da tredici appartamenti, abbattendo la loro vecchia abitazione al piano terra. L’obiettivo era dare ai tre fratelli un appartamento ciascuno per abitare tutti insieme, mentre i restanti nove appartamenti sarebbero stati affittati ai dipendenti più meritevoli.
Alfredo Stola morì il 27 marzo 1960 all’età di 66 anni e, come da suo preciso desiderio, la camera ardente fu allestita all’interno del laboratorio di modelleria dell’azienda, dove in molti parteciparono rendendo omaggio a Monsù Stola come era conosciuto da tutti in Borgo San Paolo. I tre figli Giuseppe, Francesco e Roberto mutarono successivamente la denominazione sociale in Alfredo Stola & figli e subentrarono alla guida dell’azienda che alla fine degli anni Sessanta dava lavoro a circa una cinquantina di dipendenti.

### Il nuovo stabilimento di Borgata Lesna
Lo storico stabilimento di via Issiglio, nonostante l’ampliamento completato nel 1959, risultò ormai piccolo e inadeguato per gli spazi e, nell’autunno del 1965, dopo due anni di lavori edìli diretti da Francesco Stola, venne inaugurata la nuova sede di via La Thuile 71. Questo nuovo stabilimento, di ben 4.000 metri quadri, era interamente climatizzato e dotato di nuovi macchinari, sei aree riservate controllate da telecamere, venti piani di lavoro in ghisa, tre carri ponte, una cabina di verniciatura ad acqua, un reparto resine e, soprattutto, i primi macchinari meccanografici raggruppati in un apposito ufficio ubicato nella vicina via Villa Giusti. Questi nuovi investimenti, uniti ai più qualificati modellatori di Torino e a ottantacinque addetti fra resinisti, operai e impiegati, resero la Stola fra i più moderni stabilimenti d’Europa. 
Accanto a questo nuovo stabilimento sorto nella nascente Borgata Lesna, i fratelli Stola fecero costruire ai numeri civici 71, 75 e 77 di via La Thuile anche due edifici di sei piani per un totale di trentanove appartamenti a disposizione in affitto per i dipendenti dell’azienda. Anche il marchio venne aggiornato, assumendo un colore arancio su sfondo oro, pur mantenendone invariata la grafica.
Da lì a poco, con l’ulteriore sviluppo tecnico delle industrie chimiche Ciba e Bayer riguardante i nuovi materiali resinosi, si realizzarono nuove opportunità. L’utilizzo di questi materiali innovativi garantì più stabilità dimensionale, con il risultato di migliorare la qualità finale delle automobili prodotte in serie e attirò nuovi clienti internazionali come NSU e American Motors Corporation per la realizzazione dapprima degli stampi in resina dei singoli particolari e poi dei veri e propri prototipi di automobili complete.
Dopo aver realizzato i modelli di carrozzeria bisognava costruire gli stampi e per realizzarli servivano grandi getti di ghisa, pertanto il primogenito Giuseppe Stola decise di intraprendere una sua impresa autonoma in questo specifico settore della metallurgia, lasciando così definitivamente la Stola, ma comprendendo i suoi due fratelli tra i soci di minoranza della sua nuova impresa denominata S.E.V., fondata nel 1965 e che poteva contare in uno stabilimento di 2.500 metri quadrati a Rivoli e con cui proseguì con successo l’attività per circa trent’anni.
Nell’autunno del 1969, per salutare con ottimismo il nuovo decennio in arrivo, la Stola partecipò al 51º Salone Internazionale dell’Automobile di Torino, svoltosi nella storica sede di Palazzo delle Esposizioni. A partire dagli anni Settanta la Stola lavorò a pieno regime e, per coordinare le crescenti commesse, la Stola assunse anche alcuni ingegneri, tra cui Alberto Sasso, realizzando innovativi prototipi in resina per quasi tutti i modelli di Alfa Romeo, Autobianchi, Bertone, Fiat, Innocenti, Iso Rivolta, Lancia, Nardi, OM, OSI, Pininfarina a cui si aggiunsero Ford e Saab alla fine degli anni Settanta. Nel 1977 la Stola acquisì anche un’inusuale commessa di lavoro per la torinese Aeritalia, società europea di spicco nel settore aeronautico e aerospaziale; alla Stola venne richiesta la realizzazione di stampi per il bordo d’attacco delle ali destinate agli aerei Boeing 757 e 767.

### Il sequestro di Francesco Stola
Il 1978 per la famiglia Stola fu un anno tragico. In un periodo sociale e politico assai convulso e complesso che coinvolse tutta l’Italia, alle ore 19.40 del 7 febbraio Francesco Stola venne rapito all’uscita della propria azienda, davanti al civico 73 di via La Thuile. Il sequestro a scopo d’estorsione avvenne mentre egli saliva alla guida della sua Fiat 130 Coupé per far ritorno alla propria casa di Villarbasse.
Da subito le trattative con i rapitori vennero gestite dai fratelli Giuseppe e Roberto, insieme a Giuseppe Nuzzo, amico e commercialista di famiglia da lungo tempo. Tuttavia, la concomitanza con il sequestro del Presidente del Consiglio Aldo Moro, avvenuto appena trentasette giorni dopo, la conseguente militarizzazione della penisola volta alla sua ricerca e l’approvazione della legge sul blocco dei beni, furono le probabili cause del funesto epilogo del rapimento di Francesco Stola, che si concluse con la sua probabile uccisione. La lunga e amara vicenda del sequestro si chiuse definitivamente soltanto il 15 luglio 1982, oltre quattro anni dopo il rapimento, quando il Tribunale di Torino emise la sentenza che dichiarò il 18 marzo 1978 la data di "morte presunta" di Francesco Stola.

### Gli anni Ottanta e le nuove tecnologie informatiche
Roberto Stola, già vicepresidente, da subito si assunse la responsabilità della conduzione dell’azienda e in seguito, nell’autunno del 1979 alla conclusione dei propri studi, fu affiancato dal diciannovenne figlio Alfredo.
Inaspettatamente, nella tarda primavera del 1978 la Ford Europa diretta da Josef Munsch chiese la partecipazione della Stola al progetto di un nuovo mezzo commerciale denominato Cargo. A partire da quel primo progetto, la collaborazione con Ford Europa proseguì per oltre due decenni coinvolgendo dalla fine degli anni Novanta anche la sede di Detroit attraverso Lincoln, Mercury e Land Rover, in quel momento marchi del grande gruppo automobilistico americano.
In questi primi anni Ottanta la Stola vide anche l’introduzione della nuova tecnologia informatica e del disegno CAD con l’utilizzo di computer. Per l’occasione la Stola allestì un reparto specifico diretto da Massimo Stola, figlio del primogenito Giuseppe. A partire dal 1979 vennero anche istituite tre annualità di corsi professionali, con la sovvenzione della Regione Piemonte e la partecipazione di studenti selezionati presso le maggiori scuole tecniche professionali di Torino, tra l’Arti e Mestieri, le Scuole San Carlo, e l’istituto tecnico "Giovanni Plana". I tre corsi annuali vennero svolti nella confinante sede di via Villa Giusti 68 e, complessivamente, furono formate quarantacinque figure professionali.
Dal 1983, con la partecipazione al Progetto Tipo 4 che portò alla realizzazione condivisa di Fiat Croma, Lancia Thema, Saab 9000 e in seguito all’Alfa Romeo 164, la Stola ampliò il proprio raggio d’azione progettando anche modelli e prototipie per elementi di fanaleria, guarnizioni, molure, maniglie, pulsanti e parti interne della plancia. Grazie a questo complesso progetto i rapporti con la Saab si consolidarono, portando anche alla realizzazione di successivi prototipi per la produzione della Saab 900 Cabrio.
Nel 1985, per meglio cogliere le opportunità nel settore automobilistico mondiale, la Stola consolidò la propria attività aumentando nuovamente il proprio organico con nuove competenze dirette da Livio Conti e che furono ospitate nel nuovo reparto allestito nella vicina via Lesna 76, in un ulteriore fabbricato di 1.200 metri quadri.
Nei primi anni Novanta la Pininfarina coinvolse la Stola nell’ambizioso Programma Allanté, modello Cadillac di cui la Pininfarina fu stilista, progettista e costruttore di tutte le scocche e delle finizioni interne, inviandole negli Stati Uniti ogni tre giorni attraverso un apposito ponte aereo da Torino a Detroit.

### Il trasferimento a Rivoli e le collaborazioni con le maggiori aziende automobilistiche tedesche
Dalla metà degli anni Novanta la Stola, pur proseguendo una fattiva collaborazione con il Gruppo Fiat, la Ford Europa, la Saab e le più prestigiose carrozzerie torinesi come Bertone e Pininfarina, venne contattata anche dai maggiori produttori automobilistici tedeschi. L’ulteriore crescita dell’azienda portò a un nuovo trasferimento dello stabilimento presso Rivoli, in via Ferrero 9.
Qui la Stola ricevette nuove commesse dalla Opel, che richiese la realizzazione di prototipie per la seconda generazione della sua Astra e in seguito della Zafira, mentre la Porsche coinvolse la Stola per la realizzazione di modelli di una ipotetica berlina media economica da commercializzare sul mercato cinese. Il modello in questione, denominato C88 non venne mai realizzato in serie, tuttavia il suo prototipo è conservato al Porsche Museum di Zuffenhausen. I contatti con la Porsche stimolarono la Stola alla produzione saltuaria di alcuni prototipi di auto sportive a marchio proprio, come l’avveniristica Monotipo e la Stola Phalcon.
Nel medesimo periodo la Stola instaurò anche un lungo rapporto professionale con la Mercedes-Benz, per la quale realizzò la prototipi di svariati modelli tra cui quello della FCC, una piccola monovolume antesignana della Classe A che venne prodotta anni dopo ma anche la realizzazione di modelli in resina della Classe C Sport Coupé, della SLR e della grande berlina ammiraglia a marchio Maybach, lavorando a stretto contatto con il celebre designer Bruno Sacco, storico direttore del Centro Stile Mercedes-Benz. Ulteriori collaborazioni con la Mercedes-Benz portarono alla realizzazione di prototipie della gamma dei modelli Smart, comprese le versioni cabriolet, coupé e la particolare Crossblade.

### Le automobili per il papa

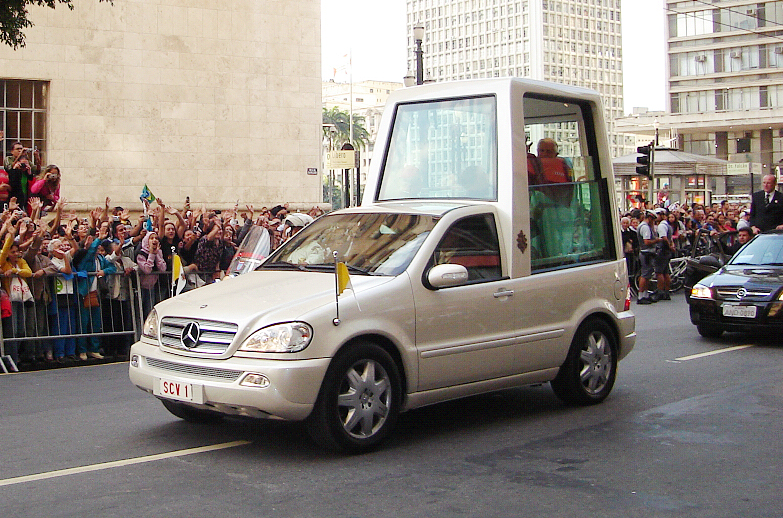
La Papamobile su base Mercedes-Benz Classe M realizzata dalla Stola nel 2002

E fu proprio grazie alla Mercedes-Benz che la Stola realizzò anche degli esemplari di alcuni modelli Mercedes destinati alla Città del Vaticano. Alla fine degli anni Novanta il Vaticano chiese alla Mercedes-Benz di progettare un nuovo modello di Papamobile che fosse possibile utilizzare anche da in piedi, garantendo la massima visibilità del pontefice ai fedeli. La Mercedes-Benz affidò dunque la realizzazione integrale degli speciali modelli one-off alla Stola, che si confrontò con monsignor Danzi e con uno degli autisti vaticani come Piero Cicchetti, affinché dessero il loro contributo per tutte le questioni di ergonomia interna e di accessibilità al veicolo. 
La progettazione e la modellazione vennero realizzati negli stabilimenti Stola di Rivoli, mentre la costruzione dei due esemplari one-off di Mercedes Laundaulet su base della berlina Classe S e della Papamobile su base Classe M fu affidata alla SD di Nichelino.

Entrambi i modelli vennero ampiamente utilizzati da papa Giovanni Paolo II nei suoi ultimi anni del suo lungo pontificato, nonché dal suo successore, papa Benedetto XVI e andarono ad aggiungersi alla Lancia Giubileo, già realizzata dalla Stola nel 1999 sulla base della Lancia Thesis.

### La filiale brasiliana
Nell’autunno del 1997, il Gruppo Fiat coinvolse nuovamente i suoi fornitori più fidati in attività di produzione da far gestire direttamente all’estero, nei maggiori Paesi emergenti. La Stola venne chiamata a produrre stampi per un nuovo modello di world car denominato Tipo 178-A, che in seguito diede origine alla Fiat Palio ma per aderire a questo progetto la Stola dovette fondare la Stola do Brasil, filiale sudamericana con sede a Belo Horizonte, il cui nuovo stabilimento fu costruito in collaborazione con la Fiat Engineering e venne completato nel 1998, comprendendo una prima area produttiva di circa 20.000 metri quadri di superficie. 
Qui la Stola do Brasil si dedicò allo stampaggio e all’assemblaggio di scocche grezze dell’intera gamma Palio e di altri modelli Fiat del mercato sudamericano.
Nel 2001 Roberto Stola, presidente dell’azienda, fondò anche la Stola Engineering do Brasil, in cui lavorò il figlio Alfredo e un apposito gruppo di progettisti ospitato nei nuovi uffici sorti di fronte allo stabilimento di Belo Horizonte che venne ulteriormente ampliato fino a raggiungere un’estensione di 100.000 metri quadri, con una forza lavoro 1.200 persone. 
La Stola Engineering do Brasil si occupò così della completa progettazione di alcuni modelli Fiat destinati al mercato sudamericano, come il pick-up Strada sulla base della Palio ma anche della Siena, del restyling di tutta la gamma Palio e della nuova Fiat Idea, diventando uno dei principali partner produttivi della Fiat Automóveis do Brasil.

### Dagli anni Duemila ai giorni nostri
Alla morte di Roberto Stola nell’estate del 2002, il Gruppo Stola contava più di 3.500 dipendenti e svariate collaborazioni con i maggiori produttori automobilistici del mondo, anche grazie alla grande filiale brasiliana.
Nel 2004 gli eredi della famiglia Stola decisero di vendere tutte le quote del Gruppo Stola al Gruppo RGZ.
Nel 2014 il Gruppo Stola si è fuso con la Metec, dando origine alla nuova società torinese Blutec, portando in dote tutto il proprio know-how e continuando a collaborare a progetti nell’ambito automobilistico.
Dal 2005 gli eredi Alfredo e Maria Paola Stola hanno proseguito la loro attività nel campo automobilistico fondando nel 2005 la Studiotorino, azienda specializzata nella progettazione e nella modifica artigianale di auto sportive fuoriserie prodotte da altre case automobilistiche.

## Produzione

### Alcune delle innumerevoli prototipie realizzate dalla Stola per modelli di vetture di serie
- Fiat 124 Coupé
- Ferrari 330 GT 2+2
- Ferrari 365 GT 2+2
- Autobianchi A111
- Fiat 1500 Cabriolet
- Peugeot 404 Cabriolet
- Innocenti 800 Stellina
- Lancia Flavia Coupè
- Alfa Romeo Spider
- Alfa Romeo Alfasud
- Fiat 130 Coupé
- Fiat 132
- Ford Cargo
- Ford Transit
- Ford Fiesta
- Ford Escort
- Ford Orion
- Ford Scorpio
- Ford Mondeo
- Fiat Ritmo
- Fiat Uno
- Fiat Croma
- Lancia Thema
- Saab 9000
- Saab 900 Cabrio
- Lancia Delta
- Lancia Prisma
- Lancia Thesis Limousine
- Cadillac Allanté
- Alfa Romeo 156
- Opel Astra
- Opel Zafira
- Mercedes Classe A
- Mercedes Classe C Sport Coupé
- Maybach S
- Smart Crossblade
- Isuzu Piazza
- Bugatti EB110

### Modelli di serie
- Fiat Palio
- Fiat Strada
- Fiat Siena
- Fiat Idea

### Modellione-off
- Lancia Giubileo
- Alfa Romeo Nuvola
- Maybach Exelero
- Mercedes-Benz Classe S Landaulet
- Papamobile Classe M (Mercedes-Benz)
- Stola Phalcon
- Stola Monotipo
- Stola Dedica
- Stola S86 Diamante
- Stola S81 Stratos